# Nord Delta
Pour les articles homonymes, voir Delta (homonymie).

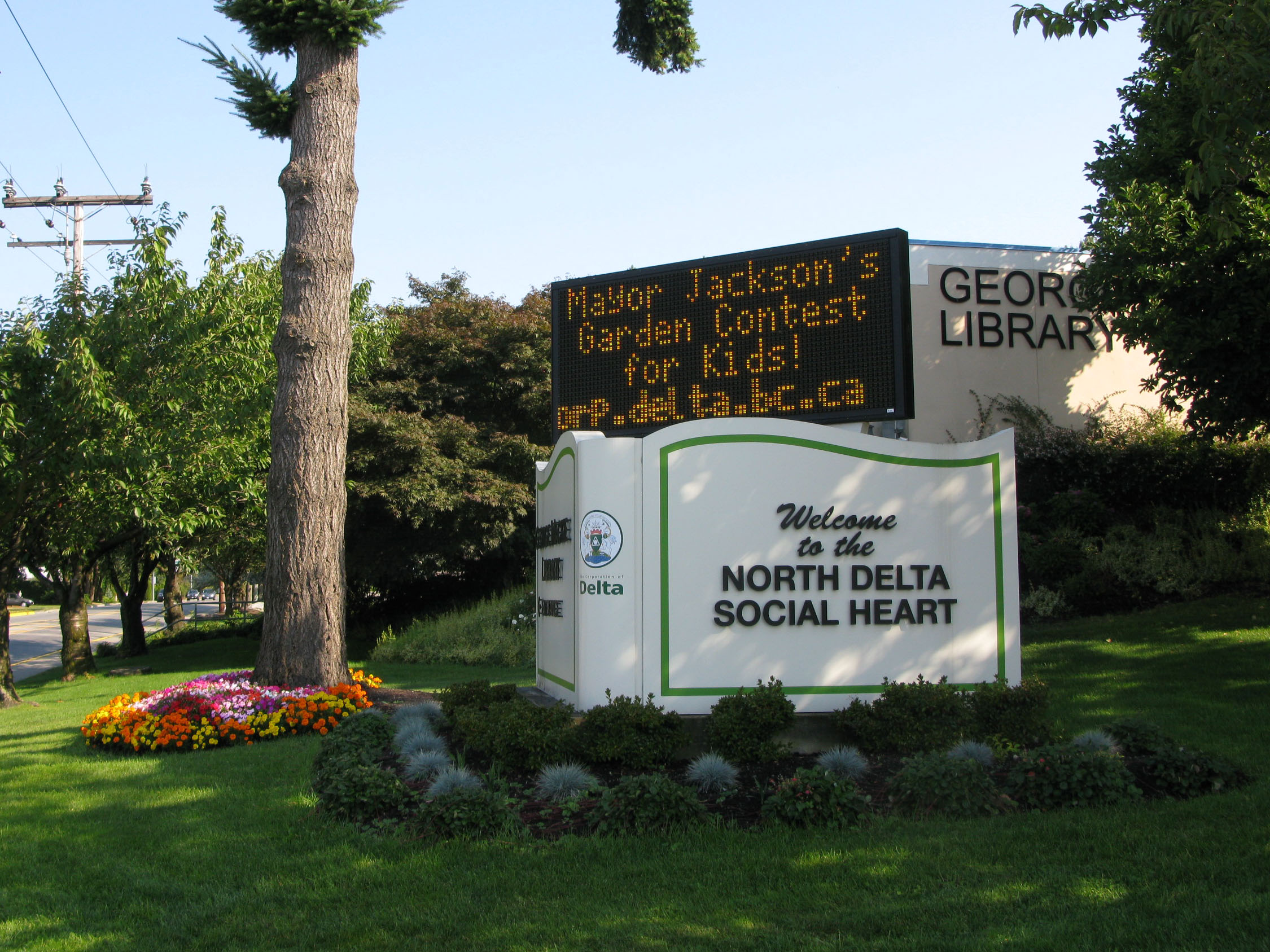
Enseigne devant la bibliothèque George Mackie

Nord Delta est une communauté de la ville de Delta en Colombie-Britannique au Canada. 
Nord-Delta est à côté de Surrey et du fleuve Fraser.